# Zoltán Kodály
Zoltán Kodály /zoltaːn ˈkodaːj/ (i ungersk namnordning Kodály Zoltán), född 16 december 1882 i Kecskemét, död 6 mars 1967 i Budapest, var en ungersk tonsättare, dirigent och folkmusik- och etnografiforskare.

## Biografi
Zoltán Kodály föddes i en ungersk småstad, där han spelade fiol och sjöng i kyrkokören. Han gick vidare till fiolstudier vid Budapest universitet och lärde komposition av Hans von Koessler vid musikhögskolan. Han blev doktor på en avhandling om strofbyggnaden i den ungerska folkvisan. Från 1907 var Kodály lärare i musikteori och komposition vid musikhögskolan i Budapest. Han hade stor inverkan på utvecklingen av nya undervisningsmetoder. Kodály samarbetade från 1905 med Béla Bartók för att kartlägga den ungerska folkloren och är vid sidan av denne det mest kända namnet i Ungerns sentida musikhistoria. 
Kodálys kompositioner är i impressionistisk-neoromantisk stil och använder ofta element från folkmusiken, vilket påverkade hans stil både rytmiskt och tonalt.  Körverket Psalmus hungaricus (komponerat 1923 till 50-årsminnet av städerna Buda och Pests förening) blev hans stora genombrott.
År 1945 blev Kodály ledamot av Ungerns parlament och 1951 utländsk ledamot av svenska Kungliga Musikaliska Akademien. Han var president i den Ungerska Vetenskapsakademien 1946–1949.

## Eftermäle
Asteroiden 10918 Kodaly är uppkallad efter honom.

## Verk (urval)

### Operor
- Háry János, op. 15 (1925, uruppförande i Budapest 1926)
- Székelyfonó (1924–1932, uruppförande i Budapest 1932)
- Czinkia Pánna (1946–1948, uruppförande i Budapest 1948)

### Oratorier och övriga sakrala verk
- Psalmus hungaricus, op. 13 (1923)
- Budavári Te Deum (1936)
- Missa brevis (1944)

### Orkesterverk
- Sommarkväll, ouvertyr (1906, rev. 1929)
- Teaterouvertyr (1927)
- Marosszéki táncok, ”Danser från Marosszek” (1930)
- Galántai táncok, ”Danser från Galanta” (1933)
- Fölszállott a páva, ”Variationer för orkester över en ungersk folksång” ("Påfågelsvariationer") (1939)
- Konsert för orkester (1939–1940)
- Kádár Kata för kontraalt och liten orkester (1947)
- Symfoni i C-dur (1960)

### Kammarmusik
- Stråkkvartett nr 1 i c-moll, op. 2 (1908–1909)
- Sonat för cello och piano, op. 4 (1909–1910)
- Duo för violin och cello, op. 7 (1914)
- Sonat för cello solo, op. 8 (1915)
- Stråkkvartett nr 2, op. 10 (1916–1918)
- Serenad för 2 violiner och viola, op. 12 (1919–1920)